# Liste von Marinemalern

## Niederländische und flämische Maler des 16. und 17. Jahrhunderts
- Hendrick Cornelisz. Vroom (1566–1640)
- Adam Willarts (1577–1664)
- Cornelis Claesz. van Wieringen (vor 1580–1633)
- Aert Anthonisz. (um 1580–1620)
- Jan Porcellis (um 1582–1632)
- Abraham de Verwer, genannt van Burghstrate (um 1585–1650)
- Andries van Eertvelt (1590–1652)
- Cornelis Verbeeck (um 1590–1637)
- Cornelis Vroom (1591/92–1661)
- Claes Claesz. Wou (um 1592–1665)
- Jan van Goyen (1596–1656)
- Hans Goderis (um 1600–vor 1643)
- Cornelis Stooter (um 1600–1655)
- Simon de Vlieger (1601–1653)
- Jan Jansen Storck (1603–?)
- Abraham Willarts (um 1604–1669)
- Heerman Witmont (um 1605–1684)
- Hendrik van Anthonissen (1605/06–vor 1660)
- Jacob Gerritsz. Loef (1607/08–1670/75)
- Hendrik Sorgh (1609/11–1670)
- Hendrik Staets († um 1659)
- Julius Porcellis (um 1610–1645)
- Willem van Diest (um 1610–1663/64)
- Willem van de Velde d. Ä. (1611–1693)
- Gillis Peeters (1612–1653)
- Experiens Sillemans (um 1613–1653)
- Bonaventura Peeters (1614–1652)
- Pieter Mulier (d. Ä.) (um 1615–1659)
- Aelbert Cuyp (1620–1691)
- Jacob Bellevois (um 1621–1676)
- Allart van Everdingen (1621–1675)
- Abraham van Beyeren (1621–1690)
- Hendrik Dubbels (1621–1707)
- Jan Abrahamszoon Beerstraten (1622–1666)
- Reinier Zeeman (1623/24–1664)
- Jan Peeters (1624–1677)
- Jan van de Cappelle (1626–1679)
- Jan Theuniszoon Blanckerhoff (1628–1669)
- Jacob van Ruisdael (1628/29–1682)
- Johannes Storck (1629–1673)
- Ludolf Backhuysen (1630–1708)
- Jeronimus van Diest (um 1631–nach 1675)
- Arnoldus van Anthonissen (um 1631–1703)
- Willem van de Velde d. J. (1633–1707)
- Isaac Sailmaker (um 1633–1721)
- Caspar van den Bos (um 1634–1656)
- Lieve Verschuier (um 1634–1686)
- Cornelis Pieterse Mooij (um 1635/45–1693)
- Jan van Beecq (1638–1722)
- Gerard Pomp (um 1640/50–1695)
- Aernout Smit (1640/41–1710)
- Jakob Storck (1641–um 1688)
- Abraham Storck (1644–1708)
- Jan Rietschoof (1652–1719)
- Cornelis Boumeester (um 1652–1733)
- Adrian Salm (1657–1720)
- Wigerus Vitringa (1657–1725)
- Michiel Maddersteg (1662–1713)

## Niederländische Maler des 19. und 20. Jahrhunderts
- Johannes Christiaan Schotel (1787–1838)
- Petrus Johannes Schotel (1808–1865)
- Govert van Emmerik (1808–1882)
- Abraham Hulk (1813–1897)
- Willem Antonie van Deventer (1824–1893)
- Hendrik Willem Mesdag (1831–1915)
- Mauritz de Haas (1832–1895)
- Klaas Koster (1885–1969)

## Französische Maler
- Claude Lorrain (1600–1682)
- Claude Joseph Vernet (1714–1789)
- Antoine Roux (1765–1835)
- Antoine Roux Jr. (1799–1872)
- Théodore Gudin (1802–1880)
- Eugène Isabey (1803–1886)
- Félix Ziem (1821–1911)
- Eugène Boudin (1824–1898)
- Emmanuel Gallard-Lépinay (1842–1885)
- Marin-Marie (1901–1987)
- Roger Chapelet (1903–1995)
- Albert Brenet (1903–2005)

## Deutsche Maler
- Anton Schranz (1769–1839)
- Caspar David Friedrich (1774–1840)
- Carl Justus Harmen Fedeler (1799–1858), Vater von Carl Justus Fedeler
- Wilhelm Krause (1803–1864)
- Adolph Friedrich Vollmer (1806–1875)
- Andreas Achenbach (1815–1910)
- Eduard Hildebrandt (1817–1868)
- Franz Johann Wilhelm Hünten (1822–1887)
- Hermann Penner (?–1894)
- Hermann Eschke (1823–1900)
- Oltmann Jaburg (1830–1908)
- Fritz Sturm (1834–1906)
- Carl Justus Fedeler (1837–1897), Sohn von Carl Justus Harmen Fedeler
- Eugen Dücker (1841–1916)
- Themistokles von Eckenbrecher (1842–1921)
- Ernst Koerner (1846–1927)
- Carl Saltzmann (1847–1923)
- August Bohnhorst (1849–1919)
- Franz Carl Herpel (1850–1933)
- Hans von Petersen (1850–1914)
- Hugo Schnars-Alquist (1855–1939)
- Fritz Stoltenberg (1855–1921)
- Hans Bohrdt (1857–1945)
- Richard Eschke (1859–1944)
- Carl Bössenroth (1863–1935)
- Willy Stöwer (1864–1931)
- Andreas Dirks (1865–1922)
- Karl Theodor Boehme (1866–1939)
- Alexander Kircher (1867–1939)
- Johann Georg Siehl-Freystett (1868–1919)
- Felix Schwormstädt (1870–1938)
- Wilhelm Malchin (1874–1942)
- Paul Schreckhaase (1874–1912)
- Franz Schaffner (1876–1951)
- Johannes Holst (1880–1965)
- Magnus Weidemann (1880–1967)
- Fritz W. Schulz (1884–1962)
- Claus Bergen (1885–1964)
- Robert Schmidt-Hamburg (1885–1963)
- Martin Fräncis Glüsing (1886–1957)
- Adolf Mühlhan (1886–1956)
- Eduard Edler (1887–1969)
- Kay Heinrich Nebel (1888–1953)
- Adolf Bock (1890–1968)
- Walter Zeeden (1891–1961)
- Karl Bloßfeld (1892–1975)
- Jan Horstmann (1894–1982)
- Waldemar Schlichting (1896–1970)
- Patrick von Kalckreuth (1898–1970)
- Oskar Dolhart (1907–1982)
- Wolf Strobel (1915–1978)
- Georg Seyler (1915–1998)
- Rudolf Ressel (1921–2012)
- Viktor Gernhard (1923–2014)
- Hans Peter Jürgens (1924–2018)
- Gerhard Geidel (1925–2011)
- Rigo Schmitt (1927–1988)
- Peter Hagenah (1928–2015)
- Jochen Sachse (1930–2013)
- Hans-Peter Wirsing (1938–2009)
- Ingo Kühl (* 1953)
- Andreas Kruse  (* 1965)
- Olaf Rahardt (* 1965)

## Britische Maler
- Peter Monamy (1681–1749)
- Robert Woodcock (1692–1728)
- Samuel Scott (1701/02–1772)
- John Cleveley der Ältere (um 1712–1777)
- Richard Paton (1717–1791)
- Dominic Serres (1722–1793)
- Thomas Leemans (um 1720–1740)
- Francis Swaine (1720–1783)
- Charles Brooking (1723–1759)
- Francis Holman (1729–1784)
- J. Cook (um 1730–1750)
- Thomas Mitchell (1735–1790)
- Thomas Allen (um 1739–1772)
- Thomas Mellish (der Ältere) (um 1740–1766)
- Nicholas Pocock (1740–1821)
- John Cleveley der Jüngere (1747–1786)
- Robert Cleveley (1747–1809)
- Robert Dodd (1748–1815)
- Thomas Whitcombe (um 1752–1824)
- William Anderson (1757–1837)
- John Thomas Serres (1759–1825)
- Thomas Luny (1759–1837)
- Thomas Mellish (der Jüngere) (um 1761–1778)
- Dominic Serres der Jüngere (um 1761/62–1804)
- Thomas Buttersworth (1768–1842)
- Samuel Owen (1768/69–1857)
- Lieutenant William Elliott (um 1770–1791)
- William Turner (1775–1851)
- John Constable (1776–1837)
- William Innes Pocock (1783–1836)
- Samuel Atkins (bl. 1787–1808)
- Clarkson Stanfield (1793–1867)
- Edward William Cooke (1811–1880)
- James Webb (1825–1895)
- Jack Spurling (1870–1933)
- Robert Borlase Smart (1881–1947)
- David Cobb (1921–2014)
- John Stobart (1929–2023)
- David Brackman (1932–2008)
- Geoff Hunt (* 1948)

## Skandinavische Maler
- Johan Christian Clausen Dahl (1788–1857)
- Anton Melbye (1818–1875)
- Carl Frederik Sørensen (1818–1879)
- Hans Gude (1825–1903)
- Axel Nordgren (1828–1888)
- Christian Blache (1838–1920)
- Georg Anton Rasmussen (1842–1914)
- Adelsteen Normann (1848–1918)
- Alfred Jensen (1859–1935)
- Wolmer Zier (1910–1990)

## Marinemaler anderer Regionen
(nach Geburtsjahren sortiert)
- Fitz Hugh Lane (1804–1865), US-Amerikaner
- Joan Font i Vidal (1811–1885), Spanier (Menorquiner)
- William Bradford (1823–1892), US-Amerikaner
- Alexei Petrowitsch Bogoljubow (1824–1896), Russe
- Mauritz de Haas (1832–1895), Niederländer/US-Amerikaner
- Winslow Homer (1836–1910), US-Amerikaner
- Juan Martínez Abades (1862–1920), Spanier
- Marian Mokwa (1889–1987), Pole
- Adam Werka (1917–2000), Pole
- Fernando Lemos Gomes (* 1940), Portugiese
- Marek Sarba (* 1945), Pole